# Самойлов Віктор Павлович
Віктор Павлович Самойлов (рос. Виктор Павлович Самойлов; нар. 28 жовтня 1931, Москва, СРСР — пом. 1971) — російський радянський футболіст, півзахисник, тренер.

## Життєпис
Вихованець футбольної школи «Шахтар» (Москва).
Грав у класі «А» (1952, 1955-1959) і класі «Б» (1953-1954, 1959-1963) за клуби «Шахтар» Сталіно (1952-1955, 1957-1959), «Торпедо» Москва (1956), «Локомотив» Сталіно (1959), «Шинник» Ярославль (1960-1963). У чемпіонаті СРСР провів 68 матчів, відзачився трьома голами.
Тренер «Труда» (Ногінськ), старший тренер «Трудових резервів» Курськ (1965), тренер «Шинника» (1966-1967), старший тренер «Металурга» Череповець (1970). Начальник команди «Спартак» (Петрозаводськ).